# Герасимёнок, Александр Янович
Александр Янович Герасимёнок (5 декабря 1933, Бартули, Лудзенский уезд, Латвия, — 29 августа 2019, Москва, Россия) — советский стрелок, тренер.

## Биография
Выступал за ДОСААФ, с 1966 — «Динамо» (Ленинград), с 1975 — Вооруженные Силы.
В 1964 году участвовал в летних Олимпийских играх.
Семикратный серебряный и двукратный бронзовый призер чемпионата мира 1966 года. Семикратный чемпион Европы 1965 года. 15-кратный чемпион СССР лично и в составе команды (1964—1971), шестикратный серебряный и восьмикратный бронзовый призер.
Пятикратный рекордсмен мира, девятикратный рекордсмен Европы, восьмикратный рекордсмен СССР.
После завершения спортивной карьеры окончил Высшую школу тренеров.
В 1982 году получил звание заслуженного мастера спорта СССР.